# United States Army Marksmanship Unit
A United States Army Marksmanship Unit (USAMU ou mais simplificadamente Army Marksmanship Unit - AMU) faz parte do Exército dos EUA, fornecendo treinamento e aprimoramento de tiro ao alvo com armas leves para soldados e melhorando o processo de recrutamento do exército. 

## Visão geral
A USAMU foi fundada originalmente em 1956 sob a direção do presidente Dwight D. Eisenhower com a missão de vencer competições internacionais, que na época eram dominadas pela União Soviética. Nos Jogos Olímpicos de Verão de 1964, os Estados Unidos ganharam sete medalhas no tiro, das quais seis foram conquistadas por membros da "Army Marksmanship Unit"; os membros da unidade continuaram a ganhar medalhas nas competições subsequentes. Um artigo do New York Times de 2008 observa que a unidade tem "a reputação de ser a principal escola de treinamento do país para atiradores de competição". A unidade também treinou atiradores do exército e ajudou no desenvolvimento de armamento.

## Seções
A "Army Marksmanship Unit" consiste em sete equipes:
- Action Shooting Team
- Custom Firearms Shop
- Instructor Training Group
- International Rifle Team
- Service Pistol Team
- Service Rifle Team
- Shotgun Team